# Лили Маринкова
Лили Маринкова е българска журналистка и водеща на телевизионни и радиопредавания.

## Биография
Лили Маринкова е родена на 27 май 1954 г. Завършва гимназия „Климент Охридски“ гр. Елхово, обл. Ямболска и Факултета по журналистика на СУ „Климент Охридски“.
В БНР е била водещ на предаванията „Разговор с Вас“, „Хоризонт преди всички“ и „Неделя 150“.
Телевизионната ѝ кариера е свързана с Ефир 2 на БНТ в най-интересните години на прехода и предаванията „Открита линия“ и „Очевидци“. По-късно води авторското предаване „Вън от рая“ по Канал 3.
Съпруга на драматурга Петър Маринков. 
На 6 юни 2016 г. е скандално уволнена от БНР от Александър Велев, в първия му работен ден като новоназначен генерален директор на националното радио. Нейни колеги публикуват призиви, в които настояват уволнението ѝ да бъде отменено. През 2018 г. нейното уволнение бива отменено от Върховния касационен съд (ВКС).

## Награди
Лили Маринкова е носител на наградите „Репортер на годината“, „Сирак Скитник за радио-журналистика“ както и на „Голямата награда на Българската медийна коалиция за цялостен принос към независимостта на медиите и утвърждаването на принципите на гражданското общество“.